# Wola Filipowska
Wola Filipowska es una villa polaca atravesada por el Río Dulówka, que cuenta con una población de aproximadamente 1.720 habitantes. Para acceder a ella se puede utilizar la carretera regional DK 79.
- Wikimedia Commons alberga una categoría multimedia sobre Wola Filipowska.

- Datos: Q3495136
- Multimedia: Wola Filipowska / Q3495136

1. ↑  Worldpostalcodes.org,código postal n.º 32-065.